# Brittle Paper
„Brittle Paper“ е онлайн литературно списание, оформено като „африкански литературен блог“, излизащо ежеседмично на английски език. Фокусът му е върху „изграждането на колоритна африканска литературна сцена“. Основан е от Айнехи Едоро (по това време докторант от Университета Дюк, сега асистент в Уисконския университет).
От основаването си през 2010 г. Brittle Paper публикува художествена литература, поезия, есета, творческа документална литература и фотография както от утвърдени, така и от начинаещи африкански писатели и художници на континента и по света. Член на The Guardian Books Network, блогът е описан като „водещ литературен вестник в Африка“ и като „един от най-популярните в Африка балове“.

## Основаване и характеристики
Според основателката му, блогът започва като място, на което да публикува следдипломната си работа. Бива издържан от личните ѝ финанси. Едоро споделя: „Исках Brittle Paper да бъде мястото, където се пресичат начинът на живот и литература. Исках да създам пространство за африканска литература, което да бъде приятно и забавно, което не е проповедническо и има по малко от всичко за всички“.
С течение на времето, сайтът започва да предлага новини и мнения за съвременната африканска литература. Едоро го описва като „литературен проект, предназначен да адаптира африканската литературна култура към тази нова реалност на спекулативното писане – фентъзи, научна фантастика – но също така и в експериментални разкази, пулп фантастика и други необичайни жанрове“.

## Еволюция и място на блога в африканските литературни разговори
Brittle Paper публикува оригинално съдържание, предоставено от автори, както и рецензии, интервюта, есета и други литературни произведения. След като се превръща в „процъфтяваща общност от читатели и писатели, които се интересуват от всичко за африканската литература“, блогът започва да се счита за основна рекламна платформа за нови книги от африкански писатели.
От 2015 г. Brittle Paper ежегодно определя и награждава писател с африкански корени литературна личност на годината, като встъпителната награда получи нигерийският научнофантастичен писател Ннеди Окорафор. Наградата за 2016 г. получава Зимбабвийската писателка Петина Гапа, а наградата за 2017 г. отива при нигерийската писателка Лола Шоейн. През 2018 г. наградата отива при издателя Биби Бакаре-Юсуф от Cassava Republic Press.
В профила на Afrovibe от 2017 г. романистката Обинна Уденве отбелязва:
Макар да признаваме възхода на литературните платформи от 2010 г., не сме виждали такъв, който да се равнява на Brittle Paper по стил, креативност, иновации, богатство на съдържание, гъвкавост на уебсайта и предоставяне на място на всеки, който е писател, да споделя своите произведения, както и да има пространство за взаимодействие с по-голяма литературна общност. Идеите на (блога) не само че помагат за изграждането на африканската литературна традиция, [но и] поставя силни основи и събира всички класове от хората, необходими за поддържането на традицията и нейната защита.

## Спор за цензура
През април 2020 г. заместник-редакторът на Brittle Paper, Отосириезе Оби-Йънг, спира да работи за изданието поради вътрешен редакционен спор. Официалните изявления са неясни и се различават по въпроса дали той е напуснал или е бил уволнен. Спорът е породен от редакции на история за Хадиза Исма Ел-Руфай, романистка и съпруга на губернатора на щата Кадуна Малам Насир Ел-Руфай.
Съпругата на губернатора отговаря на коментар, насочващ вниманието ѝ към заплахата на сина ѝ за извършване на сексуално насилие срещу потребител на Twitter по време на спор в социалната мрежа. По-късно тя се извинява, твърдейки, че е станало недоразумение.
Според Едоро, публикацията на Brittle Paper, написана и публикувана от Оби-Йънг без нейната проверка, съдържа език, който е „хистрически, възпалителен, дори мелодраматичен и напълно не отговаря на сериозността на въпроса“ и не отговаря на стандарта на списанието. Тя посочва също и „потенциално клеветническа препратка към два нигерийски вестника“.
Това, допълнено с несъгласието как да се справят с публикуването на историята, която в крайна сметка бива свалена, води до напускането/уволняването на Оби-Йънг от позицията на заместник-редактор. В своето изявление той се оплаква, че цензурата „противоречи на всичко, което платформата е демонстрирала в миналото и за което вярвам, че трябва да продължи да се застъпва.“